# Бала (село)
Бала (рос. Бала) — село Верхоянського улусу, Республіки Саха Росії. Входить до складу Ариласького наслегу.
Населення —  579 осіб (2015 рік). 
Село розташоване за 142 кілометри від адміністративного центру улусу — міста Верхоянська.